# فهد الحوسني
فهد الحوسني  (12 إبريل ((21 رجب 1405 هـ)، مهندس مدني ومنشد إماراتي ، اطلق عليه في مهرجان الدوحة الفني التاسع لقب سفير الأنشودة الإماراتية. اسمه الكامل هو  فهد سالم محمد خميس حسن جاسم محمد جاسم الحوسني ـ من الجواسم ، حيث كانت ولادته في إمارة الشارقة يوم الجمعة بـ مستشفى سارة هوسمان، كبر وترعرع في جزيرة دلما, وأكمل بها دراستة الابتدائية والمتوسطة والثانوية، واصل تحصيله العلمي الجامعي في إمارة أبوظبي، وهو حاصل على شهادة دبلوم صيانة الطرق السريعة والجسور وعلى بكلريوس الهندسة المدنية و ماجستير في العلاقات الدولية والعلوم الدبلوماسية، وهو أحد منشدي فرقة الدار الإماراتية

## البداية
كانت بدايته عن طريق الإذاعة المدرسية ولكن بدايته الفعليه كانت عن طريق بعض الحفلات البسيطة في مدينة أبوظبي وكان أول مهرجان جماهيري شارك به مع فرقة الدار هو جائزة البردة الشعرية برعاية سمو الشيخ عبد الله بن زايد وزير الخارجية بدولة الإمارات العربية في اربع نسخ منه وبحضور رفيع المستوى كما يعد مهرجان أبوظبي الإنشادي الأول هو أول مهرجان يشارك فيه فهد داخل حدود الإمارات مستقلا وبمشاركة كبار منشدي الخليج أما على النطاق الخارجي كانت أول مشاركة له في الدوحة بدولة قطر في مهرجان الدوحة الفني التاسع.

## الأعمال والمشاركات
لفهد الحوسني بالإضافة إلى عدد من الأدعية المسجلة والفواصل 
عدد من الأعمال الفنية مثل :
| العمل                           | كلمات                        | ألحان                   |
| ------------------------------- | ---------------------------- | ----------------------- |
| شهر الصيام                      | حمد المعولي                  | أحمد الرضوان            |
| فرحة العيد                      | سعود المصعبي                 | سعود المصعبي            |
| جل الله                         | فهد الحوسني                  | فلكلور ماليزي           |
| الصلاة                          | شريدة المعوشرجي، محسن الدويخ | بدر البناق              |
| أوفى الرجال                     | مصعب الكيومي                 | فرقة الدار              |
| راعي المستقبل                   | د.عارف الشيخ                 | أحمد الجابر             |
| أوبريت أمة القرآن               | د.عارف الشيخ                 | إبراهيم السعيد          |
| بذكرك                           | تراث                         | أحمد الرضوان            |
| بلادي                           | مصعب الكيومي                 | تطوير فهد الحوسني       |
| العيد عوّد                       | مصعب الكيومي                 | إبراهيم يوسف (مطرب)     |
| زفوا العروسة 1                  | أحمد الحمادي                 | أحمد الهاشمي            |
| زفّوا العروسة 2                  | أحمد الحمادي                 | فهد الحوسني             |
| برنامج صباح النور               | صفاء السعدي                  | إبراهيم يوسف (مطرب)     |
| برنامج وقف الإمارات             | صفاء السعدي                  | سالم الطريفي            |
| برنامج روائع التلاوات           | صفاء السعدي                  | سالم الطريفي            |
| صقور الإمارات                   | مصعب الكيومي                 | فهد الحوسني             |
| هلالك أقبل                      | سيف فاضل                     | خليفة إبراهيم           |
| العيد طل بفرحته                 | سيف فاضل                     | خالد إبراهيم            |
| الله يا داري                    | صفاء السعدي                  | إبراهيم يوسف (مطرب)     |
| قاهر الصعب (ديو مع عمر الطاهري) | رعد أمان                     | عبد الحميد الكيومي      |
| نبارك الاتحاد                   | سعادة.سعيد عبد الله الجنيبي  | فهد الحوسني             |
| حب الوطن أنشودة                 | محمد الشرقي                  | فهد الحوسني             |
| رسمنا الخير (ديو مع بدر البناق) | علي الحزمي                   | فهد الحوسني، بدر البناق |

تعاون مع العديد من الموزعين الفنيين وعلى سبيل المثال الفنان جهاد حسين أستاذ موسيقي والموزع أسامة سعيد والموزع محمد كامل من مصر والموزع خالد مندي من البحرين والموزع المبدع علي البلوشي من الإمارات وفراس الاعوج من سوريا وأبو أمير من العراق وغيرهم وقد شارك فرقة الدار في تسجيل كورال عدة أعمال خاصه بها وكذلك بعض الأعمال للفنانين مثل أحمد المنصوري، محمد المازم، الوسمي وعدد لا بأس به من الفنانين الآخرين. وقد شارك كذلك في العديد من المهرجانات والحفلات والملتقيات الفنية على سبيل المثال :
- الإمارات العربية المتحدة:

أبوظبي
- مهرجان جوائز المحبة (فرقة الدار)
- حفل جائزة البردة الشعرية(2,3,5) (فرقة الدار) ـ وزارة الشباب والثقافة وتنمية المجتمع
- مؤتمر العلاج بالقرآن الكريم بين الدين والطب–قصرالإمارات– مؤسسة التنمية الأسرية
- حفل نادي التراث الرمضاني (فرقة الدار) – نادي تراث الإمارات
- مهرجان أبوظبي الإنشادي الأول(في حب زايدوالإمارات)– مركز التواصل للتدريب والاستشارات

العين
- حفل دين السلام فرقة الدار – دار زايد لرعاية المسلمين الجدد

دبي
- حفل نصرة الرسول صلى الله عليه وسلم (أسامة الصافي، فرقة الدار) – ندوة الثقافة والعلوم
- حفل تخريج رياحين القرآن – مدرسة الاتحاد الخاصة
- ملتقى العائلة إدارة مراكز الأميرة هيا بنت الحسين الثقافية الإسلامية

الشارقة
- حفل ختام الدورات التدريبية – النادي الثقافي العربي – الشارقة
- كورال برنامج منشد الشارقة 3 بصحبة فرقة الدار

عجمان
- مهرجان عجمان الرمضاني (فرقة الدار)

رأس الخيمة
- مهرجان نادي الإمارات الثقافي الخامس (محمد المازم، فرقة الدار)

الفجيرة
- حفل ختام الأنشطة الصيفية بمسافي _ قرية البوم السياحية
- العديد من الحفلات والمهرجانات الفنية بداخل الإمارات
- قطر : مهرجان الدوحة الفني التاسع - مركز شباب الدوحة – الهيئة العامة للشباب
- اليمن :مهرجان المحبة والنصرة الرابع (فرقة الدار)

## الاعلام
للإعلام دور كبير في انتشار فهد الحوسني خليجيا وعربيا فقد قدم العديد من المقابلات بمختلف وسائل الإعلام المقروءة والمسموعة والمرئية المحلية والخليجية وكان لإذاعة القرآن الكريم من أبوظبي عليه الفضل الكبير فله العديد من الاناشيد الحصرية في إذاعة القرآن الكريم أبوظبي وقد استضيف في أولى حلقات برنامج الإنشاد على الشارقة الفضائية وبرنامج مرمس النور على نور دبي الفضائية وقناة MBC وتلفزيون دبي والرسالة الفضائية برفقة فرقة الدار وله مقابلة مع مجلة النور الإسلامية بالكويت.

## الأوبريتات
أوبريت العرفان وكان الأوبريت الذي أعد خصيصا لمؤتمر العلاج بالقرآن الكريم بين الدين والطب، وهو من كلمات الدكتور عارف الشيخ، الذي قال إن هذا الأوبريت يأتي ليجسد عمق الروابط بين أمة القرآن الكريم وبين الدين والطب من جهة ويجسد دور قادة هذه المنطقة وأبناء الإمارات خاصة من جهة أخرى، في خدمة القرآن الكريم والسنة المطهرة والعلم عامة· 
وعن موضوع الأوبريت قال د.عارف الشيخ إنه أتى في ست لوحات أدوها نخبة من صفوة منشدي الخليج وهم إبراهيم السعيد من الكويت وأحمد المنصوري وفهد الحوسني من الإمارات وحمد الجابري من البحرين، أولاها القرآن والشيخ زايد أداء وألحان إبراهيم السعيد، واللوحة الثانية عن الشيخ خليفة بن زايد آل نهيان رئيس دولة الإمارات أداء وألحان أحمد المنصوري، واللوحة الثالثة عن الشيخ محمد بن زايد آل نهيان ولي عهد أبوظبي ورعايته لهذا الحدث أداء فهد الحوسني وألحان أحمد الجابر، ثم اللوحة الرابعة عن الشيخة فاطمة بنت مبارك رئيسة المؤتمر أداء وألحان حمد الجابري، وتأتي اللوحة الرابعة حول مدينة أبوظبي ألحان إبراهيم السعيد وأداء حمد الجابري وإبراهيم السعيد، التي تحتضن فعاليات أضخم مؤتمر عالمي يناقش هذا الحدث الهام، أما اللوحة السادسة والأخيرة فهي اللوحة الجماعية التي تتحدث عن أمة القرآن ألحان إبراهيم السعيد·

## الألبومات
- 2007 ألبوم ينادي فؤادي (نشيدة بذكرك)
- 2009 : [ فرحة وطــن. ].
- 2012 إماراتي حياتي ( "دويتو"قاهر الصعب، الله يا داري)
- 2012 إمارات الكرم
- 2013 ياسيّدي
- 2013 حب الوطن أنشودة
- 2015 ألبوم قلب واحد (هيه يا من)

## فيديو كليبات
فيديو كليب كيف تظلم من ألبوم يا سيدي 
كلمات منصور البطاينة، ألحان خالد إبراهيم
توزيع موسيقي علي البلوشي، , مكساج وهندسة الصوت وليد النجار
فكرة واخراج : ادهم منذر
رؤية وإشراف : حسام العثمان
إشراف عام : شركة ملتي فيجن ميديا برودكشن
إنتاج : creative lab , مجتمع المبدعين، twofour54
تدور قصة الفيديو كليب عن رجل غني صاحب مال وجاه وشركات يظلم الجميع حتى أقرب الناس له بسبب تكبره وعجرفته ويتكبر ويتجبر على الآخرين فيدعون عليه ويرى أنه لن يقدر عليه أحد فيظلم، وبعد ذلك الله يأخذ بحق الناس الذين ظلمهم وفي النهاية يصاب ويعاقبه الله بأن يخسر مبالغ كبيره ويخسر في تجارته ويصاب بصدمه تؤدي به إلى الشلل وبعد ذلك يندم على فعلته ويطلب السماح من كل من ظلمهم ويعاملهم باحترام وتقدير.

## الجديد
يقوم فهد الحوسني حاليا بالإعداد لمجموعة من الأعمال الإنسانية ذات الدلالات الراقية والمعاني السامية وهو دائم الحرص على إبراز ثقافة الإمارات وتراثها من خلال الأعمال الهادفة التي تدعوا للفضيلة والفطرة السليمة كما أمرنا ديننا وشرعنا الحنيف وحثنا نبينا محمد صلى الله عليه وسلم بالإضافة إلى إبراز الثقافة الإسلامية.

## مقالات ذات صلة
- نشيد
- الإنشاد في الإمارات
- قائمة أعلام الإماراتيين

## وصلات خارجية
- صفحة مقابلة فهد الحوسني
- خبر بصحيفة الإمارات اليوم
- الصفحة الخاصة على الفيس بك  على فيسبوك.
- الحساب الخاص على تويتر
- انستغرام